# レジー・ウィリアムズ (ワイドレシーバー)
レジナルド・ウィリアムズ・ジュニア（Reginald Williams, Jr.、1983年5月17日 - ）は、ドイツ連邦共和国（旧西ドイツ）ラインラント＝プファルツ州ラントシュトゥール出身の元アメリカンフットボール選手。現役時代のポジションはワイドレシーバー（WR）。

## 経歴
ドイツで生まれた彼は幼年期にアメリカ合衆国のワシントン州に移住、同州の高校で彼は3年次にチームを州のチャンピオンシップに導く活躍を見せて、AP通信よりワシントン州の最優秀選手に選ばれた。
ワシントン大学 (ワシントン州)に進学し3年間で238回のキャッチ、3,536ヤードを獲得、大学歴代2位の22タッチダウンをあげた。
2004年のNFLドラフト1巡全体9位でジャクソンビル・ジャガーズに指名されて入団した。ワイドレシーバーとしてはその年ラリー・フィッツジェラルド、ロイ・ウィリアムズに次いで3番目の指名であった。
1年目の2004年は期待を裏切った。2年目の2005年はシーズン前半は好調であったが、脳震盪の影響もあり後半失速した。
2006年1月、マリファナの所持で逮捕され起訴された。この年の開幕から6試合目まではリーグのトップレシーバーたちに並ぶ活躍を見せていたが、エースQBのバイロン・レフトウィッチが足首を負傷しシーズン絶望となり、デビッド・ギャラードが先発QBになってからは彼の勢いは止まった。
2007年の第9週、ニューオーリンズ戦では6回のキャッチで128ヤード、1タッチダウンをあげた。第16週のオークランド・レイダース戦でチーム記録となるシーズン10個目のTDレシーブをあげた。それまでのチーム記録はジミー・スミスが持っていた。この年38回のキャッチで629ヤードを獲得、10タッチダウンをあげた。
2008年、トレーニングキャンプで古傷の右膝を痛め、手術を行うこととなった。
2009年2月、飲酒運転とマリファナの所持で逮捕された。また4月5日にコカインを所持していたことにより再び逮捕された。この年フリーエージェントとなった彼はジャガーズの構想からは外れており、またどのチームとも契約を結ばなかった。5月に2年間の保護観察が言い渡された。
高校時代に指導を受けたこともあるピート・キャロル（当時USCヘッドコーチ）ヘッドコーチのシアトル・シーホークスと2010年4月16日に契約を結んだが、6月18日に解雇された。
2011年7月7日、デニス・グリーンがヘッドコーチを務めるUFLのサクラメント・マウンテンライオンズと契約を結んだ。9月17日のラスベガス・ロコモティブズ戦でデビューし、第3QにTDレシーブをあげた。10月4日にチームから解雇された。
2013年5月29日、カナディアン・フットボール・リーグのトロント・アルゴノーツと契約を結んだ。プレシーズンゲームで4回のレシーブ、42ヤード、1TDをあげた。6月22日にチームから解雇された。